# BMW K 1300 S
BMW K 1300 S je sportovně cestovní motocykl, vyvinutý firmou BMW, vyráběný od roku 2008. Jeho předchůdcem byl model BMW K 1200 S. Motor je řadový čtyřválec chlazený kapalinou. Zadní kolo je letmo uložené.

## Technické parametry

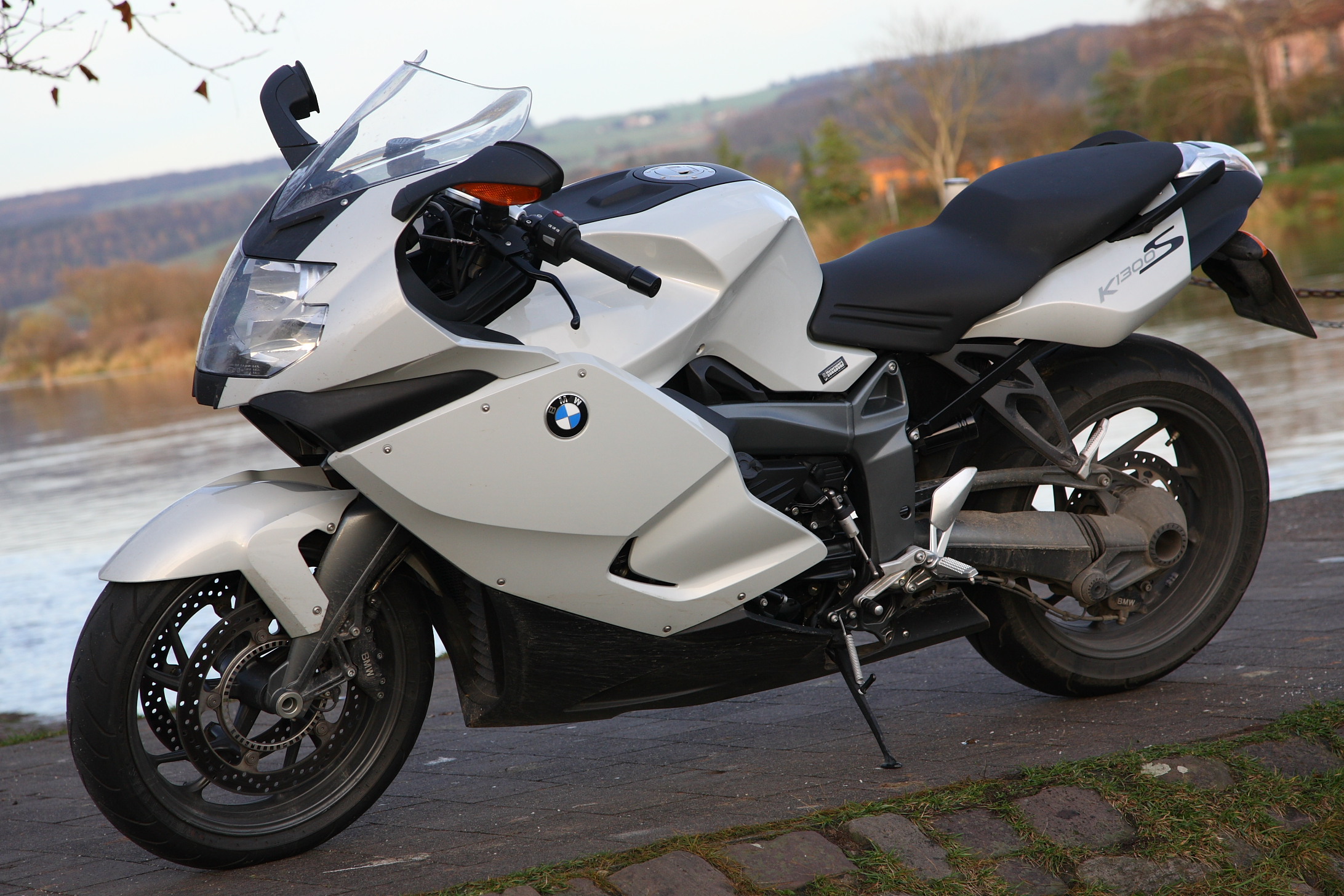
BMW K 1300 S (2009)

- Rám: páteřový z lehkých slitin
- Suchá hmotnost: 228 kg
- Pohotovostní hmotnost: 254 kg
- Maximální rychlost: 285 km/h
- Spotřeba paliva: l/100 km